# Jazzpreis der Stadt Worms
Mit dem Jazzpreis der Stadt Worms werden junge Jazzmusiker – bevorzugt aus Rheinland-Pfalz und den angrenzenden Regionen – für eine besondere Leistung als Solist, Komponist, als Gruppe oder für ein Projekt ausgezeichnet sowie in ihrer weiteren musikalischen Entwicklung gefördert.
Der überregional bekannte  Wormser Jazzpreis wird alle zwei Jahre vergeben und ist mit 5000 Euro dotiert. Zusätzlich wird der Preisträger von der Stadt Worms zum Festival Worms: Jazz and Joy im Folgejahr eingeladen.
In den Jahren 2003 bis 2013 wurde der Jazzpreis der Stadt Worms sechsmal an Talente des deutschen Jazz vergeben. Ermöglicht wurde dies durch eine Spende des Wormser Jazzliebhabers Florian Gerster, die allerdings nach der Vergabe im Jahr 2013 aufgebraucht war. Auf Bestrebungen des Wormser Kulturkoordinators Volker Gallé und der Jazzinitiative BlueNite e.V. hin ist es gelungen, Mitstreiter zu finden, die das Projekt fördern mit dem Ergebnis, dass auch weiterhin ein Preisgeld von 5.000 Euro zur Verfügung stehen wird.

## Preisträger
- 2003: Anke Helfrich (Piano)
- 2005: Steffen Weber (Saxophon)
- 2007: Christof Thewes (Posaune)
- 2009: Gary Fuhrmann (Saxophon)
- 2011: Stephanie Wagner (Flöte)
- 2013: Stefan Karl Schmid (Saxophon)
- 2015: Arne Huber (Bass)
- 2017: Volker Engelberth (Piano)
- 2019: Fabian Schöne (Saxophon)
- 2021: Tobias Frohnhöfer (Schlagzeug und Vibraphon)
- 2023: Marko Mebus (Trompete)